# Брад Делсън
Брад Филип Делсън (на английски: Bradford Phillip Delson) е роден на 1 декември 1977 г. в Лос Анджелис, Калифорния. Той е китаристът на групата „Линкин Парк“ (Linkin Park) (освен на китара свири и на тромба). Заедно с Майк Шинода е създателят на „Линкин Парк“. За да се посвети на музикалната си кариера, е трябвало да завърши извънредно образованието си по право. Неговият прякор e Big Bad Brad – Големия Лош Брад (когато дава автографи се рзписва с три гилеми „B“).
Преди да създаде „Линкин Парк“ е свирил в „Прикс“. По-късно свири и в „Релати Дегрий“, (заедно с Роб Бъртън).